# Astarte longirostra
Astarte longirostra is een tweekleppigensoort uit de familie van de Astartidae. De wetenschappelijke naam van de soort is voor het eerst geldig gepubliceerd in 1842 door d'Orbigny.